# Joseph Gottschalk
Joseph Gottschalk (* 1904 in Militsch, Landkreis Militsch, Provinz Schlesien; † 1996 in Malchen) war ein deutscher römisch-katholischer Theologe und Priester.

## Leben
Nach der Priesterweihe 1928 in Breslau und der Promotion zum Dr. phil. 1930 an der Universität Breslau betreute er verschiedene Pfarrstellen im Erzbistum Breslau. Von 1947 bis 1962 war er Religionslehrer in Fulda und von 1968 bis 1977 war er Herausgeber des Archivs für schlesische Kirchengeschichte.

## Schriften (Auswahl)
- Kurze Geschichte der katholischen Pfarrei Militsch. Lange, Militsch 1927, OCLC 721148548.
- Beiträge zur Rechts-, Siedlungs- und Wirtschaftsgeschichte des Kreises Militsch bis zum Jahre 1648 (= Darstellungen und Quellen zur schlesischen Geschichte Band 31). Trewendt & Granier, Breslau 1930, OCLC 843329966 (zugleich Dissertation, Breslau 1930).
- Die oberschlesischen Piastenherzöge im 12. und 13. Jahrhundert (= Schriftenreihe der Vereinigung für Oberschlesische Heimatkunde Band 2). Raabe, Oppeln 1931, OCLC 830200619.
- St. Hedwig, Herzogin von Schlesien (= Forschungen und Quellen zur Kirchen- und Kulturgeschichte Ostdeutschlands Band 2). Böhlau, Köln/Graz 1964, OCLC 5238446.